# Begijnhof Aarschot

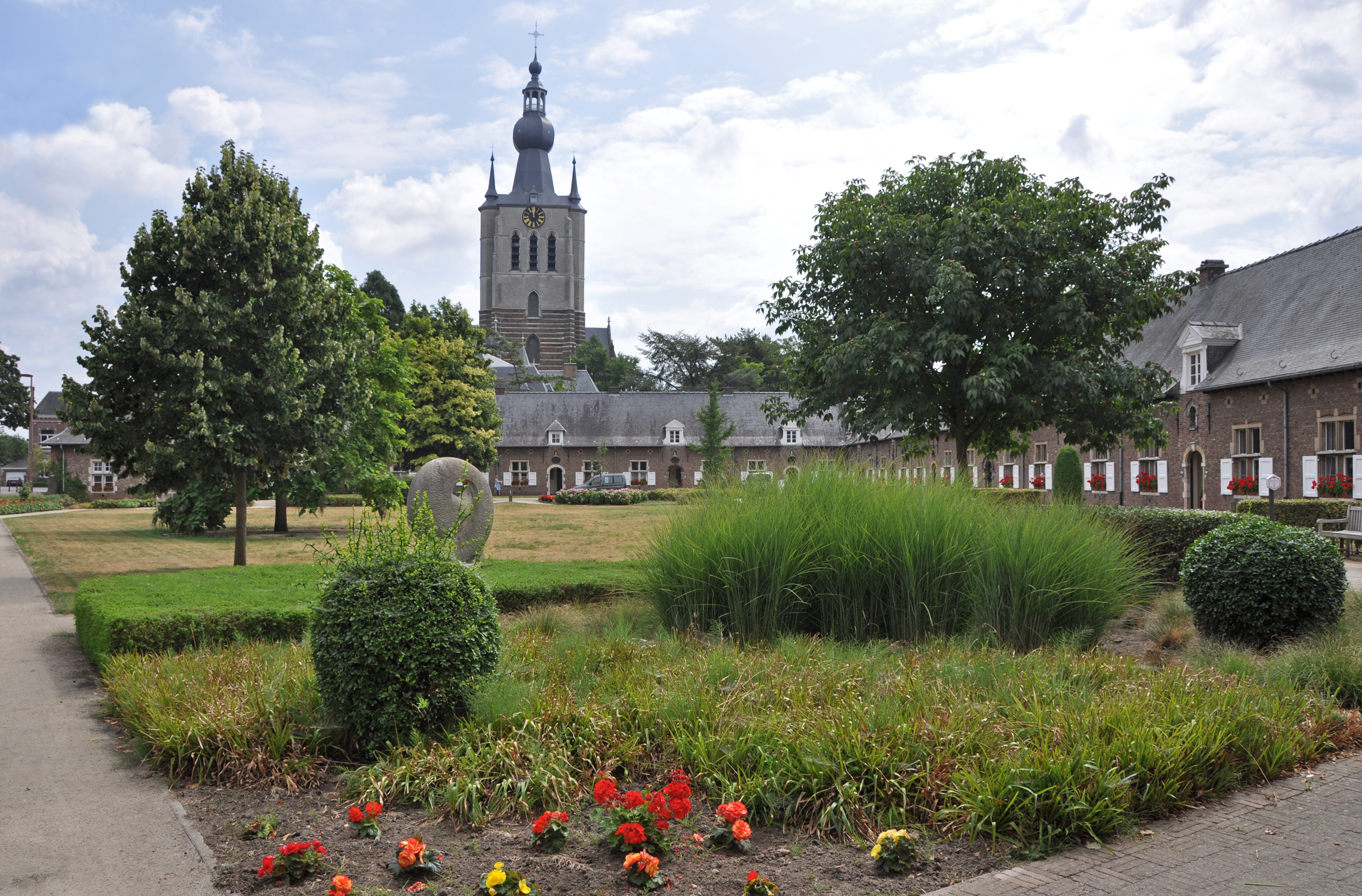
Begijnhof en toren van de Onze-Lieve-Vrouwkerk

Het begijnhof van Aarschot werd gesticht in 1259 nadat Hendrik III van Brabant en Aleidis van Bourgondië hun schuur en de directe omgeving daarrond schonken voor de oprichting hiervan, in de nabijheid van de Onze-Lieve-Vrouwekerk. In 1543 werd, op de "Zeven Weeën" na, het gehele begijnhof vernield door een brand. Ruim een eeuw later werd er pas begonnen aan de herinrichting van het gebied. Het oorspronkelijke karakter van het erfgoed is echter verloren gegaan door vernieuwingen in de nabijheid van het begijnhof, uitgevoerd door de stad Aarschot zelf.

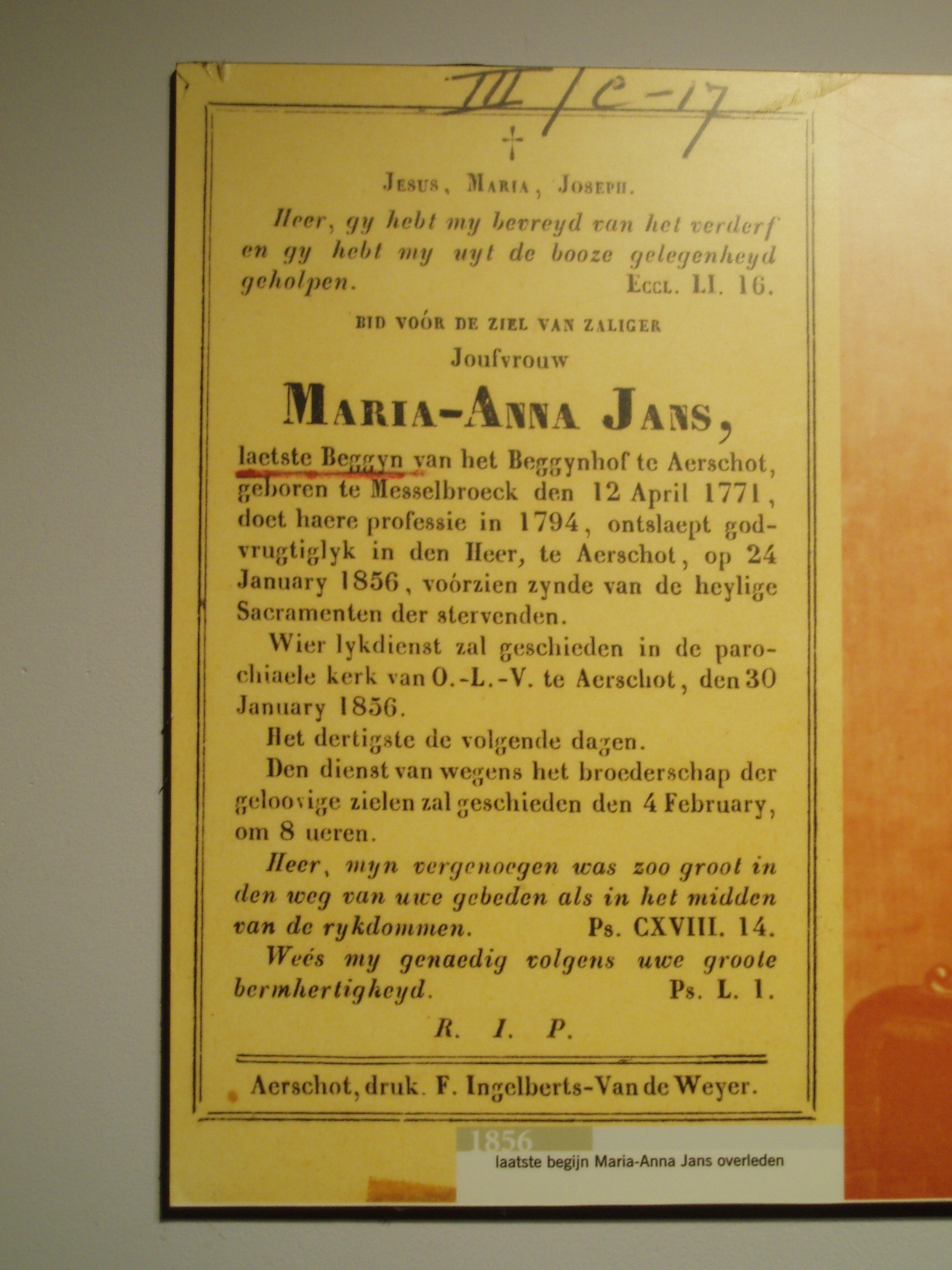
Overlijdensbericht van het laatste begijntje van Aarschot, Maria-Anna Jans; te bezichtigen in het stadsmuseum van Aarschot.

Het laatste begijntje van Aarschot, Maria-Anna Jans, overleed in 1856. Ze werd in 1771 te Messelbroek geboren en deed in 1794 haar professie in het begijnhof.